# アンリ・ド・サン＝シモン
サン＝シモン伯爵クロード・アンリ・ド・ルヴロワ（Claude Henri de Rouvroy、Comte de Saint-Simon、1760年10月17日 - 1825年5月19日）は、フランスの社会主義思想家。テクノクラートからは、テクノクラシー（科学主義的専制支配）の父としても知られている。

## 生涯
シャルルマーニュの血統を引くというフランスでも高位の貴族の末裔としてパリに生まれる。遠縁の親戚に『回想録』を著したサン＝シモン公爵ルイ（Louis de Rouvroy、duc de Saint-Simon、1675年 - 1755年）がいる。
宮廷人として必要な教育と軍事教練を経て、16歳でラファイエットの義勇軍の士官としてアメリカ独立戦争に参加し、合衆国の産業階級の勃興に感銘を受けている。既にその当時パナマ運河の建設計画を考案していることをみても、サン＝シモンの関心が主として産業と商業の諸問題に向けられていることがわかる。帰国して退役する。フランス革命の恐怖政治の時期にはリュクサンブール宮殿に幽閉されたが、1794年に釈放される。晩年は貧困に苦しみ、1823年に自殺を企てている。
サン＝シモンの諸説は後代の社会主義学説の発想をほとんど含んでいて、生前は認められなかったが、弟子のバルテルミ＝プロスペル・アンファンタンとサン＝アマン・バザールなどによって、サン＝シモン主義と称する半ば宗教的な教説として世界の社会思想に影響を与えた。サン＝シモンの社会研究の態度は高弟コントに受け継がれ、実証主義社会学として結実した。またフランス皇帝となったナポレオン3世はサン＝シモン主義の信奉者であり、フランス第二帝政期には産業重視政策が取られた。

## 思想
サン＝シモンの教義の核心は、富の生産を促進することが社会の重要な任務であり、したがって産業階級は貴族と僧侶よりも重要な要素である。一国の行政は市民の才能に任されねばならない。財産権は政治憲法よりも、社会の基礎を形作る上で重要な法である。彼は「50人の物理学者・科学者・技師・勤労者・船主・商人・職工の不慮の死は取り返しがつかないが、50人の王子・廷臣・大臣・高位の僧侶の空位は容易に満たすことができる」との言葉を公にし、1819年に告訴されている。この生産を営む階級の重視が、サン＝シモンを「テクノクラートの予言者」と評価させる部分である。
しかしサン＝シモンの場合、資本家と労働者は等しく産業階級であり、その対立は問題とされない。1810年代イギリスの労働者の反乱であるラッダイト運動に着目はしているが、「資本の所有者はその精神的優越によって、無産者に対して権力を獲得した」との見解を持ち続けた。労働者は自ら自由を獲得すべき存在ではなく、使用者によって保護されるべき存在なのである。
サン＝シモンはレッシングの『人類の教育』に感化され、1819年以降はキリスト教の道徳を産業社会に適用する方策を夢想した。すなわち、新しいキリスト教は礼拝や形式から脱却して、人間は互いに兄弟として行動し、富者は貧者を救済すべきである、とする人道主義へと傾いた。

## 著作
- ジュネーブ書簡（Lettres d'un habitant de Genève）：1802年
- 産業階級の教理問答（catchisme des Industriels）：1823年 - 1824年
- 新キリスト教（Nouveau christianisme）：1825年

## 日本語訳
- 新基督教論 兼谷美英訳 金星堂, 1928 社会科学叢書
- 新キリスト教論 安谷寛一訳 世界大思想全集第44 春秋社, 1931
- 産業者の政治的教理問答 高木暢哉訳. 日本評論社, 1948 世界古典文庫
- ジュネーブ人の手紙 他3篇 大塚幸男訳 日本評論社, 1948 世界古典文庫
- 産業者の教理問答 坂本慶一訳 世界の名著 続8 中央公論社, 1975
- サン＝シモン著作集 全5巻 森博編・訳注　恒星社厚生閣, 1987-88
- 産業者の教理問答 他一篇 森博訳 岩波文庫 2001.6
- サン・シモン主義宣言 『サン・シモンの学説・解義』第一年度 1828-1829 バザールほか 野地洋行訳 木鐸社, 1982

## 日本語文献
- サン・シモンの生涯と其思想体系 フリードリッヒ・ムックル 高橋正男訳. モナス, 1924
- サン・シモン及びサン・シモニズム ジヤネ 大岩誠訳 大鐙閣, 1928
- フランス産業革命思想の形成 サン＝シモンとサン＝シモン派 坂本慶一 未来社, 1961
- サン＝シモンの新世界 フランク・E.マニュエル 森博訳 恒星社厚生閣, 1975
- サン・シモン復興 思想史の淵から 吉田静一、未来社, 1975
- 社会主義およびサン＝シモン エミール・デュルケム、森博訳、恒星社厚生閣, 1977.6
- サン＝シモン主義の歴史　セバスティアン・シャルレティ、沢崎浩平・小杉隆芳訳、法政大学出版局, 1986.3 叢書・ウニベルシタス
- 産業と倫理 サン＝シモンの社会組織思想 中村秀一　平凡社, 1989.4
- サン＝シモンとは何者か　科学、産業、そしてヨーロッパ 中嶋洋平　吉田書店, 2018.12
- サン＝シモンとサン＝シモン主義 ピエール・ミュッソ 杉本隆司訳 白水社・文庫クセジュ, 2019.8